# Ecdamua
Ecdamua is een geslacht van vliesvleugeligen uit de familie Torymidae. De wetenschappelijke naam van dit geslacht is voor het eerst geldig gepubliceerd in 1862 door Walker.

## Soorten
Het geslacht Ecdamua omvat de volgende soorten:
- Ecdamua cadenati (Risbec, 1951)
- Ecdamua indica Walker, 1871
- Ecdamua lehensis Sureshan, 2010
- Ecdamua longipilum (Girault, 1925)
- Ecdamua macrotelus Walker, 1862
- Ecdamua nambui Kamijo, 1979